# Nezahualcóyotl texcocói uralkodó
Acolmitzli Nezahualcóyotl (Texcoco, 1402. április 28. – Texcoco, 1472. június 4.) akolva uralkodó, filozófus és költő.

## Élete
A csicsimékek törzsszövetségéhez tartozó akolvák uralkodója volt, akik az aztékokhoz hasonlóan a nahuák elágazó nyelv- és kultúrkörébe tartoznak. Nezahualcóyotl Ixtlilxóchitl (apa) és Matlalcihuatzin (anya) gyermekeként született, akiket a tepanékok egy rajtaütés során megnyilkoltak. Erre Nezahualcóyotl az aztékok fővárosába, Tenocstitlanba menekült, mert az aztékok uralkodója házasság révén a rokonságba tartozott. Itt széles körű képzésben volt része az elkövetkező években, de többször is menekülnie kellett a tepanékok elől. Végül 1431-ben szövetségesei, az aztékok segítségével legyőzte a tepanékokat, és visszatérhetett hazája fővárosába, Texcocóba, ahol 29 évesen végre uralkodó lett. A hosszú várakozásnak köszönheti nevét is; Nezahualcóyotl aztékul annyit tesz mint „éhes prérifarkas”.
Az elkövetkező években Texcocóban felvirágzott a kultúra, a tudomány, az építészet, a vallás és a mezőgazdaság. Őt magát mind az építészet, mind a költészet, mind a filozófia rendkívül érdekelte. Többek között ő tervezte azt az vízvezetéket is, amely a sós vizű Texcoco-tó egy szigetére épült Tenochtitlant ellátta ivóvízzel. Palotájanak, amelynek romjait még ma is meg lehet csodálni Texcocóban, szintén jól működő vízellátása volt. Néhány költeménye szájhagyomány útján fennmaradt, majd keresztény szerzetesek végül feljegyezték őket a 16. században (Ixtlilxóchitl-kódex). 
Valószínűsíthető, hogy Nezahualcóyotl számtalan asszonyával több mint 100 gyereket nemzett. Halála után, 1472-ben egyik fia, Nezahualpilli (*1464; †1515) követte őt a trónon.